# Mendel (Vorname)
Mendel ist ein männlicher Vorname.

## Herkunft und Bedeutung
Mendel ist eine jiddische Variante und Koseform des hebräischen Namens Menachem und bedeutet „Tröster“. Manchmal wird er auch als Koseform von Immanuel verwendet.

## Bekannte Namensträger
- Mendel Heymann (1683–1766), Gemeindeschreiber in Dessau, Vater von Moses Mendelssohn.
- Mendel Rosenbaum (1782–1868), Rabbiner
- Mendel Schie (1784–1848), Bankier aus Dresden
- Menachem Mendel von Kotzk (1787–1859), bedeutender chassidischer Rabbiner des 19. Jahrhunderts
- Mendel Hirsch (1833–1900), deutsch-jüdischer Pädagoge und Bibelkommentator
- Menachem Mendel Schneerson (1902–1994), ehemaliges Oberhaupt der Chabad-Bewegung
- Mendel Szajnfeld (1922–2000), polnischer Holocaust-Überlebender
- Mendel Jackson Davis (1942–2007), US-amerikanischer Politiker